# Campionati africani di atletica leggera 2012 - 800 metri piani maschili
La specialità degli 800 metri piani maschili ai campionati africani di atletica leggera di Porto-Novo 2012 si è svolta il 28 e 29 giugno 2012 presso lo Stade Charles de Gaulle di Porto-Novo, in Benin.
La gara è sta vinta dall'algerino Taoufik Makhloufi, che ha preceduto il keniano Anthony Chemut (argento) e il sudafricano André Oliver (bronzo).

## Medagliere
| Oro     | Taoufik Makhloufi Algeria |
| Argento | Anthony Chemut Kenya      |
| Bronzo  | André Oliver Sudafrica    |

## Programma
| Data           | Ora   | Evento   |
| -------------- | ----- | -------- |
| 28 giugno 2012 | 15:30 | Batterie |
| 30 giugno 2012 | 16:30 | Finale   |

## Risultati

### Batterie
Si qualificano per la finale i primi 2 atleti classificati in ogni gruppo ed i 2 che hanno realizzato i migliori tempi tra gli esclusi.
| Class | Gruppo | Nome | Nazione                  | Tempo              | Note    |                  |
| ----- | ------ | ---- | ------------------------ | ------------------ | ------- | ---------------- |
| 1     | 2      | 1    | Taoufik Makhloufi        | Algeria            | 1:46.15 | Q                |
| 2     | 3      | 4    | André Oliver             | Sudafrica          | 1:46.63 | Q                |
| 3     | 2      | 6    | Anthony Chemut           | Kenya              | 1:46.78 | Q                |
| 4     | 2      | 2    | Shiferaw Wola            | Etiopia            | 1:47.27 | q                |
| 5     | 2      | 4    | Isaac Seokle             | Botswana           | 1:47.90 | q                |
| 6     | 3      | 7    | Cornelious Kiplagat      | Kenya              | 1:47.92 | Q                |
| 7     | 3      | 2    | Julius Mutekanga         | Uganda             | 1:48.66 |                  |
| 8     | 1      | 1    | Moussa Camara            | Mali               | 1:48.71 | Q                |
| 9     | 1      | 8    | Mamush Lencha            | Etiopia            | 1:48.98 | Q                |
| 10    | 1      | 3    | Severin Sahinkuye        | Burundi            | 1:49.13 |                  |
| 11    | 3      | 8    | Esrael Awoke             | Etiopia            | 1:49.18 |                  |
| 12    | 1      | 6    | Lumax Selasi             | Ghana              | 1:49.29 |                  |
| 13    | 1      | 5    | Rynhardt van Rensburg    | Sudafrica          | 1:50.12 |                  |
| 14    | 2      | 5    | Mor Seck                 | Senegal            | 1:50.17 |                  |
| 15    | 3      | 1    | Daniel Nghipandula       | Namibia            | 1:50.85 |                  |
| 16    | 2      | 8    | Tarek Eshebli            | Libia              | 1:51.86 |                  |
| 17    | 3      | 6i   | Omar Jammeh              | Gambia             | 1:52.96 |                  |
| 18    | 2      | 3    | Mahazou Alassane         | Benin              | 1:52.98 |                  |
| 19    | 3      | 3    | Jacouba Boubacar Soumana | Niger              | 1:54.42 |                  |
| 20    | 1      | 4    | Ali Ahmed Mohamed        | Gibuti             | 1:54.85 |                  |
| 21    | 3      | 5    | Ramadhan Hamed           | Libia              | 1:55.16 | Q                |
| 22    | 3      | 6e   | Benjamín Enzema          | Guinea Equatoriale | 1:56.23 | Record nazionale |
| 23    | 1      | 2    | Mathieu Kiplagat Sawe    | Kenya              | 1:56.29 |                  |
| dns   | 1      | 7    | Nigel Amos               | Botswana           | dns     |                  |
| dns   | 2      | 7    | Abdelkerim Mohammed      | Eritrea            | dns     |                  |

### Finale
| Class   | Corsia | Nome                 | Nazione   | Tempo   | Note |
| ------- | ------ | -------------------- | --------- | ------- | ---- |
| Oro     | 3      | Taoufik Makhloufi    | Algeria   | 1:43.88 |      |
| Argento | 4      | Anthony Chemut       | Kenya     | 1:44.53 |      |
| Bronzo  | 5      | André Oliver         | Sudafrica | 1:45.09 |      |
| 4       | 6      | Cornelious Kiplagat  | Kenya     | 1:47.83 |      |
| 5       | 1      | Shiferaw Wola        | Etiopia   | 1:48.26 |      |
| 6       | 7      | Isaac Seokle         | Botswana  | 1:48.39 |      |
| 7       | 2      | Mamush Lencha Shirko | Etiopia   | 1:48.98 |      |
| 8       | 8      | Moussa Camara        | Mali      | 1:49.12 |      |